# 中美洲议会
中美洲议会（西班牙語：Parlamento Centroamericano，缩写为Parlacen）是中美洲統合體的立法机关，成立于1991年10月28日，设于危地马拉城。中美洲议会有120名议员，由直接选举产生。

## 成員國
- 薩爾瓦多
- 尼加拉瓜
- 巴拿马[1]

## 常驻觀察員
- 中华人民共和国
- 墨西哥
- 委內瑞拉
- 波多黎各
- 摩洛哥

### 前常驻观察員
- 中華民國 （1999年—2023年8月22日）[2][3][4]